# Швајцарска на Европском првенству у атлетици у дворани 2017.
Швајцарска је учествовала на 34. Европском првенству у дворани 2017 одржаном у Београду, Србија, од 3. до 5. марта. Ово је било тридесет четврто европско првенство у дворани на коме је Швајцарска учествовала, односно учествовала је на свим првенствима до данас. Репрезентацију Швајцарске представљало 13 такмичара (5 мушкарац и 8 жена) који су се такмичили у 6 дисциплина (5 мушких и 5 женских).
На овом првенству Швајцарска је делила 11 место по броју освојених медаља са 1 златном медаљом. У табели успешности према броју и пласману такмичара који су учествовали у финалним такмичењима (првих 8 такмичара) Швајцарска је са 4 учесника у финалу заузела 14 место са 20 бодова.
| Плас. | Земља      | 1. место | 2. место | 3. место | 4. место | 5. место | 6. место | 7. место | 8. место | Бр. финал. - Бод. |
| ----- | ---------- | -------- | -------- | -------- | -------- | -------- | -------- | -------- | -------- | ----------------- |
| 14.   | Швајцарска | 1 - 8    | –        | –        | 1 – 5    | 1 - 4    | 1 – 3    | –        | –        | 4 - 20            |

## Учесници
| Мушкарци: - Паскал Манчини — 60 м - Лука Флик — 400 м - Уго Сантакруз — 800 м - Јан Хохштрасер — 1.500 м - Бенџамин Гфохлер — Скок удаљ | Жене: - Муџинба Камбуђи — 60 м - Ајла дел Понте — 60 м - Сара Атчо — 60 м, 400 м - Леа Шпрунгер — 400 м - Јасмин Гигер — 400 м - Селина Бихел — 800 м - Ангелика Мозер — Скок мотком - Каролин Ању — Петобој |  |

## Освајачи медаља (1)

### Злато (1)
- Селина Бихел - 800 м

## Резултати

### Мушкарци
| Атлетичар        | Дисциплина | Лични рекорд | Квалификације | Квалификације | Полуфинале            | Полуфинале            | Финале                | Финале       | Детаљи |
| Атлетичар        | Дисциплина | Лични рекорд | Резултат      | Место         | Резултат              | Место                 | Резултат              | Место        | Детаљи |
| ---------------- | ---------- | ------------ | ------------- | ------------- | --------------------- | --------------------- | --------------------- | ------------ | ------ |
| Паскал Манчини   | 60 м       | 6,60         | 6,76 КВ       | 1. у гр. 1    | 6,66 КВ               | 2. у гр. 1            | 6,70                  | 6 / 26       |        |
| Лука Флик        | 400 м      | 47,17        | 48,26         | 7. у гр. 1    | Нису се квалификовали | Нису се квалификовали | Нису се квалификовали | 21 / 24 (28) |        |
| Уго Сантакруз    | 800 м      | 1:48,46      | 1:52,61       | 5. у гр. 3    | Нису се квалификовали | Нису се квалификовали | Нису се квалификовали | 21 / 24      |        |
| Јан Хохштрасер   | 1.500 м    | 3:43,66      | 3:49,49       | 5. у гр. 2    |                       |                       | Нису се квалификовали | 16 / 22      |        |
| Бенџамин Гфохлер | Скок удаљ  | 7,81         | 7,63          | 13.           | 13 / 18 (20)          |                       | Нису се квалификовали |              |        |

### Жене
| Атлетичарка     | Дисциплина  | Лични рекорд | Квалификације | Квалификације | Полуфинале            | Полуфинале            | Финале                | Финале       | Детаљи |
| Атлетичарка     | Дисциплина  | Лични рекорд | Резултат      | Место         | Резултат              | Место                 | Резултат              | Место        | Детаљи |
| --------------- | ----------- | ------------ | ------------- | ------------- | --------------------- | --------------------- | --------------------- | ------------ | ------ |
| Муџинба Камбуђи | 60 м        | 7,11 НР      | 7,24 КВ       | 1. у гр. 3    | 7,19 КВ               | 1. у гр. 3            | 7,16 ЛРС              | 4 / 37 (38)  |        |
| Ајла дел Понте  | 60 м        | 7,38         | 7,35 КВ, ЛР   | 3. у гр. 5    | 7,35 КВ               | 3. у гр. 5            | нису се квалификовале | 20 / 28      |        |
| Сара Атчо       | 60 м        | 7,34         | 7,36 КВ       | 4. у гр. 4    | 7,32 ЛР               | 4. у гр. 2            | нису се квалификовале | 9 / 37 (38)  |        |
| Сара Атчо       | 400 м       | 53,60        | 54,21         | 4. у гр. 6    | Нису се квалификовале | Нису се квалификовале | Нису се квалификовале | 21 / 29 (31) |        |
| Јасмин Гигер    | 400 м       | 53,93        | 54,76         | 3. у гр. 5    | Нису се квалификовале | Нису се квалификовале | Нису се квалификовале | 25 / 29 (31) |        |
| Леа Шпрунгер    | 400 м       | 51,46        | 52,55 КВ      | 1. у гр. 1    | 52,17 КВ              | 1. у гр. 2            | 53,08                 | 5 / 29 (31)  |        |
| Селина Бихел    | 800 м       | 2:00,18 НР   | 2:03,11 КВ    | 1. у гр. 4    | 2:03,23 КВ            | 2. у гр. 2            | 2:00,38 НР            |              |        |
| Ангелика Мозер  | Скок мотком | 4,50         |               |               |                       |                       | 4,40 ЛРС              | 11 / 13      |        |

#### Петобој
| Дисциплина   | Каролин Ању | Каролин Ању | Каролин Ању | Каролин Ању | Каролин Ању | Каролин Ању |
| Дисциплина   | Лич. рек.   | Резултат    | Бод.        | Плас.       | Укупно      | Плас.       |
| ------------ | ----------- | ----------- | ----------- | ----------- | ----------- | ----------- |
| 60 м препоне | 8,51        | 8,61        | 993         | 10.         | 993         | 10.         |
| Скок увис    | 1,72        | 1,69        | 842         | 13.         | 1.835       | 13.         |
| Бацање кугле | 14,30       | 13,38       | 753         | 11.         | 2.588       | 11.         |
| Скок удаљ    | 5,86        | 5,85        | 804         | 11.         | 3.392       | 13.         |
| 800 м        | 2:22,72     | 2:23,44     | 777         | 12.         | 4.169       | 13.         |
| Петобој      | 4.302       |             |             |             | 4.169       | 13 / 15     |